# Zimnitz

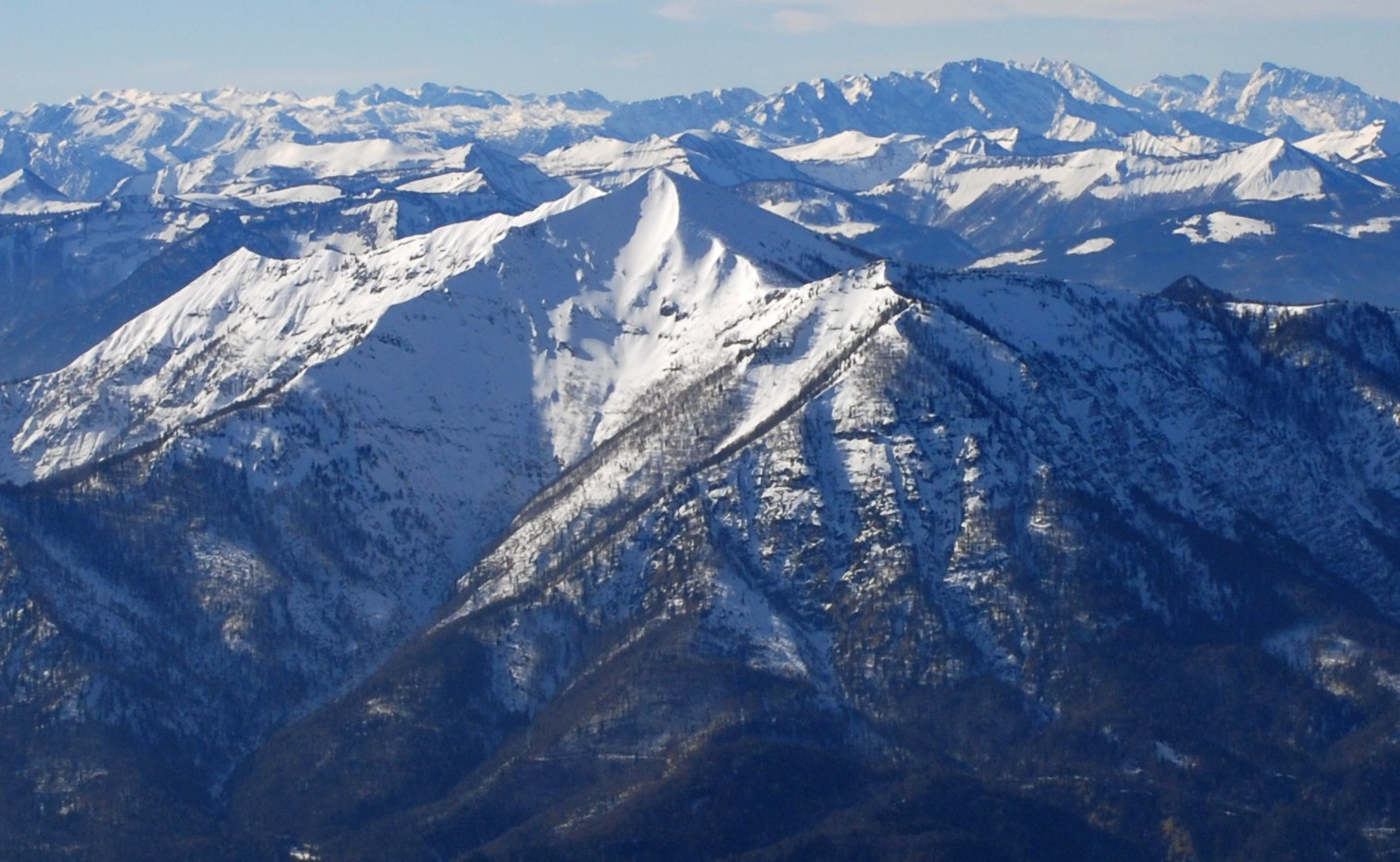
Zimnitz vom Großen Höllkogel aus gesehen

Die Zimnitz oder der Leonsberg ist ein markanter Berg (1745 m ü. A.) zwischen dem Attersee und Bad Ischl im Salzkammergut in Oberösterreich. Weitere benannte Nebengipfel sind der Gartenzinken (1557 m) sowie der Mitterzinken (1702 m).

## Geographie
Das Zimnitz-Massiv mit seinem Hauptdolomit-Gipfelflur bestimmt – aus Richtung Inneres Salzkammergut gesehen – in diesem nördlichen Bereich die Gemeindegrenze von Bad Ischl, die sich in etwa bei den Haupt- und Nebengipfeln befindet. Weitere relevante Orte im Umfeld sind St. Wolfgang im Salzkammergut und Steinbach am Attersee. Die Zimnitz gehört zur Gebirgsgruppe der Salzkammergut-Berge und hier wiederum zur Schafberggruppe. Bei der Alpenvereinseinteilung der Ostalpen ist das die Nr. 17a.
Im Bereich der Zimnitz befindliche Almen sind die Stücklalm, die Bramingaualm, die Haleswiesalmen, die Fachbergalm und – mit Abstand die größte – die Leonsbergalm.

## Slawischer Name Zimnitz
Im Frühmittelalter sind die slawisch sprechenden Karanten von Süden über den Pötschenpass in das Ischlland eingedrungen. Pötschen leitet sich aus dem slawischen Pecina ab und bezeichnet einen überhängenden Felsen, die einen schmalen Durchgang bilden. Gleichzeitig strömten aus dem westlichen Land Salzburg die Baiern in das Salzkammergut. Der Bereich bildete somit eine primäre bairisch-karantische Volksgrenze.
Im 7. Jahrhundert waren die Slawen im Ennstal und Ausseerland nachweisbar, die Besiedlung des Raumes Ischl-Goisern erfolgte später. Zwischen dem 9. und 12. Jahrhundert sind Slawen und Baiern gemeinsam im Ischltal dokumentiert. Nördlich von Bad Ischl sind keine weiteren Namen mehr nachgewiesen, die slawischen Ursprungs sind. Die slawische Wanderbewegung kam somit im Bereich Zimnitz, Jainzen, Lindau (Bauernhof Gawanzer) und am Bach Pöllitz (1325 als in die Pellitz dokumentiert) zum Stillstand. Das Gewässer Pöllitz (von Belica, weiß) mündet in den Weißenbach.
Der Name Zimnitz stammt von dem slawischen Begriff Zimnica, was mit kalt oder auch Schneeberg übersetzt wird. Dies leitet sich daher, weil sich auf der Zimnitz des Öfteren auch im Juni noch Schnee befinden kann und auch die Zimnitzwildnis generell meist recht kühl ist. Im Jahr 1530 ist die Schreibweise Zibnitz, um 1605 die Zimiz dokumentiert.
Im Buch mit dem Titel See- und Alpenbesuche in den Umgebungen von Isch(e)l (von 1842) wird das ganze Massiv als Die hohe Zinnitz bzw. als der Hohe Zinnitzberg bezeichnet. Die höchste Erhebung der Zimnitz – also der Hauptgipfel – führt dabei bereits damals den heutigen Namen Leonsberg.

## Zimnitzbach

### Der Zimnitzbach
Der Zimnitzbach entspringt im Zimnitzmassiv. Der Bach fließt über seinen in der Bad Ischler Ortschaft Pfandl gelegenen Schwemmkegel zum Fluss Ischl ab. In früheren Jahrhunderten hatte der Zimnitzbach ein über 100 Meter breites Bachbett zur Verfügung. Eine erste Verbauungswelle erfolgte 1902–1907. Um die 1970er Jahre kam es durch oberösterreichische Wildbach- und Lawinenverbauung zu einer so genannten „harten Verbauung“. Das Bachbett wurde massiv eingeengt und mit Beton eingefasst. Einige große Sperren im Talinneren bremsen den Geschiebeanfall in dem leicht verwitternden Dolomit des Einzugsgebiets.

### Das Eisenschwert aus dem Zimnitzbach
Im Jahr 1954 wurde von badenden Schulkindern auf einer Sandbank des Zimnitzbaches ein mittelalterliches Eisenschwert gefunden. Das Schwert verfügt über eine lange Parierstange und einen dreieckigen Knauf, es wird daher zur Gruppe der hochgotischen Schwerter gerechnet. Das Schwert wird auf das Ende des 14. Jahrhunderts datiert (Sempachertyp). Der Ischler Heimatverein hat das Schwert in Verwahrung genommen.

## Straßennamen mit Zimnitz und Leonsberg
In Bad Ischl ist die Zimnitz zweimal und der Leonsberg einmal Namensgeber für Straßenanlagen.
Der Zimnitzbachweg wurde 1966 in der Ortschaft Pfandl angelegt. Er verläuft entlang dem östlichen Ufer des Zimnitzbaches, beginnend bei der Volksschule Pfandl.
Die Zimnitzstraße existiert seit 1958 in der Pfandlsiedlung. Die Straße führt von der Wolfgangerstraße beim Waldfriedhof vorbei zur Zimnitz.
Der Leonsbergweg wurde durch Gemeinderatsbeschluss vom 30. Juni 2011 geschaffen. Der Leonsbergweg zweigt von der Kreutererstraße im Bereich Schennerbauer Richtung Norden ab.

## Wald, Vegetation und Tiere
An trockenwarmen Südhängen sind gute Bedingungen für Kiefernwälder, diese befinden sich auch im Bereich der Zimnitz. Auf der Zimnitz wachsen unter anderem Gamander, Kreuzblume und Schneeheide (Sandel). Die Pflanzenwelt überrascht des Weiteren mit Besenheide, einigen Arten von Enzian, Zyklame und Tollkirsche.
Auf der Zimnitz befindet sich neben etlichen weiteren Tierarten auch eine Population der Kreuzottern. Im Bereich des Gartenzinkens und des Walkerskogel können Schwalbenschwanz Schmetterlinge beobachtet werden.

## Der Zimnitzgeist
Der Zimnitzgeist ist eine Ischler Sagengestalt. Im Zimnitzmassiv hat er seine Heimat in der so genannten Trefferwand. Die Sage erzählt von einem taghell beleuchteten Saal, in dem tausende Blumentöpfe stehen. Es handelt sich dabei um die Lebensblumen der Menschen im Ischlland, die unter der Obhut des Zimnitzgeistes stehen. Die Sage erzählt davon, dass ein junges Mädchen den Zimnitzgeist um Hilfe bat, da ihre Mutter schwer erkrankt war. Sie bot an, dass ihre junge Lebensblume gegen die verwelkte ihrer Mutter ausgetauscht werden kann. Der Zimnitzgeist hatte Mitleid und führte keinen Tausch durch, sondern stellte eine neue, frische Lebensblume für die Genesung zur Verfügung. Am 20. Juni 1930 wurde die dramatisierende Sage des Zimnitzgeistes von den D´Sunnseitler direkt in der Zimnitzwildnis als Aufführung dargebracht.

## Trefferwand und Eiskapelle
Im Frühjahr entsteht das Naturschauspiel der so genannten Eiskapelle. Aus den Resten von Schnee und Eis strömt Schmelzwasser hervor. Aus diesem bildet sich ein Tor, das Eiskapelle genannt wird.
Die Trefferwand am Beginn der Zimnitz ist bei Regen triefendnass und im Winter oft völlig vereist. Die Bezeichnung leitet sich von triefen ab, wegen der ständigen Feuchtigkeit an diesem Ort. Hinter dem in der Wand befindlichen Schlüsselloch haust der Sage nach der Zimnitzgeist.
Das Schlüsselloch ist genau genommen eine schlüssellochähnliche Öffnung der Trefferwand. In dieser befindet sich eine kleine Marienstatue die ständig mit Blumen geschmückt wird. Es wird angenommen, dass dieser Bereich der Zimnitz in vorchristlicher Zeit eine Kultstätte war.

## Tötung eines Wilderers auf der Zimnitz
Am 6. August 1968 wurde der Wilderer Johann Achleitner auf der Zimnitz erschossen. Der Schütze war der deutsche Jagdpächter Alfred Hubertus Neuhaus. Neuhaus ließ den Verletzten liegen und verständigte erst im Tal die Rettung. Achleitner starb, Neuhaus wurde in zweiter Instanz freigesprochen. Neuhaus wurde später CDU-Bundestagsabgeordneter, stolperte dann aber über eine Spendenaffäre.

## Wanderungen und Wege

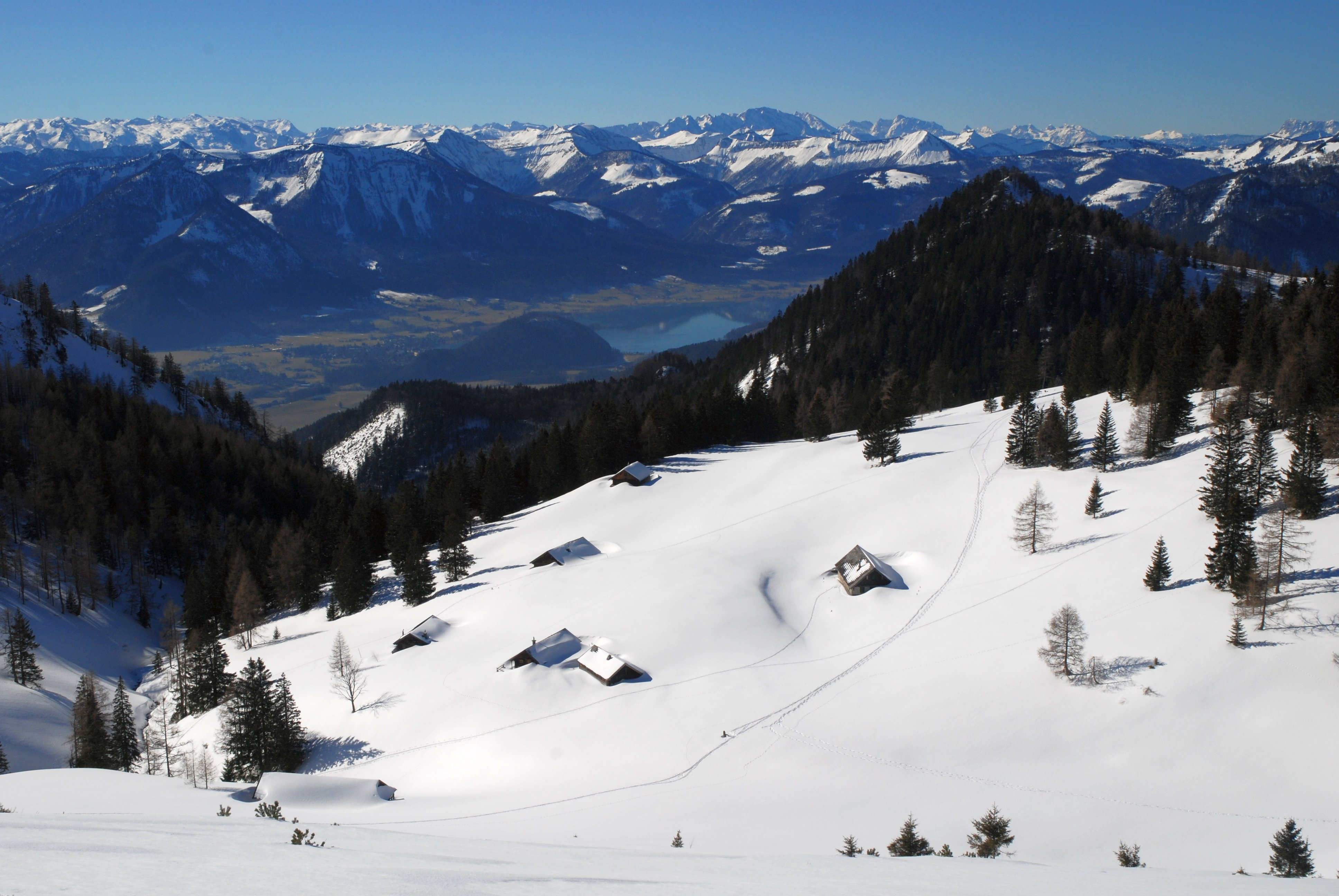
Leonsbergalm im Winter

Bereits in den 1840er Jahren wurden Touren von acht bis zehn Stunden über die Zimnitz vorgeschlagen. Sogar den Damen mutete man solche Ausflüge zu, wobei man aber nicht vergaß, die Städterinnen zu warnen, sich mit Wein, geriebenen Kaffee und Zucker zu versorgen und auf warme, zweckmäßige Kleidung zu achten.
Eine Wanderung führt in die sagenumwobene Zimnitzwildnis. Von Pfandl vorbei am Waldfriedhof kommt man zum Parkplatz am Fuß der Zimnitz. Hier ist die so genannte Trefferwand und das Schlüsselloch mit der Madonna ersichtlich. Nach der Trefferwand ist im Frühjahr die Eiskapelle die nächste Attraktion.
Die Überschreitung der Zimnitz ist eine Gratwanderung, ohne Stützpunkt, für ausdauernde Bergwanderer. Vom Parkplatz in Pfandl bei der Trefferwand wandert man den Zimnitzbach entlang und dann steil hinauf auf den Leonsberg (1745 m). Am Grat erreicht man auf schmalem Bergpfad den Gartenzinken. Ein steiler Abstieg führt hinunter zum Ausgangspunkt. Vom Hauptgipfel kann man auch über die nicht bewirtschaftete Leonsbergalm nach Rußbach ins Wolfgangtal absteigen.
Möglich ist auch eine Skitour auf die Zimnitz. Eine Variante der Anreise besteht über die Ortschaft Rußbach, Richtung Schwarzensee. Eine Abfahrt kann über die Leonsbergalm und weiter zur Rußbachalm bis etwa einen Kilometer oberhalb des Ausgangspunktes bei der Schwarzenseestraße geführt werden. Bei entsprechender Schneelage kann auch am Anstiegsweg gefahren werden, die nicht gerade skischonende Schneeräumung ist jedoch zu beachten. Hier ist die Charakteristik einer mittelschweren Skitour, Schwierigkeitsgrad II, gegeben. Lawinengefahr ist mittel, Ausrichtung Südwest.
Ein weiterer Wanderweg führt von der Attersee-Seite zum Leonsberg. Vom Parkplatz in Weißenbach am Attersee beginnend über einen steilen Weg (Weg Nr. 8) und dann weiter am Weg Nr. 811. In der Nähe der Fachbergalm dann weiter am Weg Nr. 812 und über die Leonsbergalm zum Hauptgipfel. Gehzeit ist beim Aufstieg ca. 4 Stunden und beim Abstieg ca. 3 Stunden.
Die bereits erwähnte Leonsbergalm auf dem Gemeindegebiet von St. Wolfgang ist die größte Alm im Inneren Salzkammergut. Sie verfügt über ein Almdorf mit 13 Hütten und ausgedehnten Weideflächen. Die Bewirtschaftung umfasst etwa 145 Rinder. Erreichbar ist die Leonsbergalm über Rußbach und die Stücklalm (M 813) oder über Bad Ischl, Pfandl, Zimnitzwildnis, Schüttalm und den Leonsberg. Im Kartenmaterial ist die Leonsbergalm unter ÖK. 50-Kartenblatt-Nr.: 65 verzeichnet.